# سيف عدنان كنعان
سيف عدنان كنعان (توفي في 22 أكتوبر/تشرين الأول 2004) كان مواطنا عراقيَا. اشتهر سيف بعدما اختُطف في العراق ثم تمّ قطع رأسه في 22 أكتوبر من عام 2004. تبيّن فيما بعد أن الخاطفين هم مسلحون من جيش أنصار السنة أما السبب في كل هذا فهو «ادعاء» أنصار السنة أن سيف عدنان كان يعمل كمُخبر لدى القوات البرية للولايات المتحدة.

## حادث القتل
تمّ نشر شريط فيديو في 22 أكتوبر 2004 على موقع جيش أنصار السنة. ظهر في المقطع رأس كنعان مفصولا عن جسده. نُشرت كذلك صور في وقت لاحق أظهرت كنعان وهو محاطٌ بثلاثة مسلحين مقنعين مع لواء جيش أنصار السنة في الخلفية. اتُهم كنعان بأنه جاسوس أمريكي في الموصل. ظهر في الفيديو كذلك وهو يتلو البيان التالي:
| «اسمي سيف عدنان كنعان. أنا أعمل في مطار الموصل ... عملي الثاني هو توفير المشروبات للجيش الأمريكي» |

ظهرَ كذلك الضحية وهو مُحاط بثلاث مسلحين مقنعين. قرأ أحدهم المسلحين بيانا جاء فيه أن «المجاهدين (المقاتلين الإسلاميين) في الموصل كانوا قادرين على التقاط أدوات تجسس تابعة للقوات الأمريكية وذلك للتجسس والإبلاغ على المجاهدين في الموصل.» ذكر مسلح «أن كنعان كان يعمل كجاسوس قي القاعدة الأمريكية في مطار الموصل و"كان معروفا بولائه للأمريكان وكراهيتيه المجاهدين كما أهان علنا (الإسلام والنبي محمد.» تمّ في نهاية الفيديو إصدار البيان التالي:
| «نقول للناس مثله: باب التوبة مفتوح ... أعلن توبتك وستعيش في سلام بين أقربائك ... سيقبض المجاهدين على هؤلاء الذين يصرون على العمل مع القوات الأميركية وسيقومون بقطع رؤوسهم.» |

نشر الفريق كذلك رفقة البيان صور تُظهر رأي كنعان المفصول عن جسده.